# Roxette
Roxette va ser un duet suec de música pop format per Per Gessle i Marie Fredriksson. Van arribar a aconseguir vendre més de 75 milions de discos i senzills per tot el món. Coneguts per cançons famoses com "The Look" i "It Must Have Been Love" de la reeixida pel·lícula Pretty Woman i més d'una dotzena de números 1; van fer gairebé un centenar de temes incloent demos, B-sides i versions. A més de ser el primer grup en parla no anglesa en gravar un unplugged per a MTV.

## Formació i èxit internacional
Abans de 1986 Per i Marie ja havien fet projectes de repercussió local o només reduït a l'àrea d'Escandinàvia. És destacable la banda Gyllene Tider liderada per Gessle amb la qual va continuar fent treballs posteriorment. Encara que ja es coneixien des de l'any 1979, no va ser fins al 1986 quan van decidir unir-se per formar Roxette. Al primer senzill en gravar es deia "Neverending Love" que va estar inclòs dins del seu primer àlbum. Pearls of Passion no va sortir de Suècia, on van vendre 200.000 còpies.
Dos anys després farien el segon àlbum Look Sharp! que els portaria a l'èxit mundial. Els dos primers singles "Dressed for Success" i "Listen to Your Heart" en un començament van tenir una repercussió moderada. Però un estudiant estatunidenc d'intercanvi a Suècia se'n va endur una còpia del seu tercer senzill "The Look" als Estats Units, la va portar a una ràdio del seu país i el triomf fou immediat. Abans d'això el CD només havia venut 300 mil còpies al seu país natal, cosa que després canviaria moltíssim. Arribant on ho havia fet únicament un altre grup suec, ABBA fins al moment.

## El clímax del grup
El 1990 una versió renovada de "It Must Have Been Love", que ja havien enregistrat fa anys va ser inclosa en la pel·lícula Pretty Woman significaria el tercer número 1 als Estats Units i una emblemàtica cançó de Roxette. Joyride estaria el nou àlbum amb el single homònim com a nou èxit. Amb cinc singles subsegüents: "Fading Like a Flower (Every Time You Leave)", "The Big L.", "Spending My Time", "Church of Your Heart" i "(Do You Get) Excited?".
Durant la seva primera gira mundial Join The Joyride - World Tour 1991-92 van fer l'àlbum Tourism: Songs From Studios, Stages, Hotelrooms & Other Strange Places el 1992, amb material nou, rareses i cançons en directe. El seu primer senzill va ser "How Do You Do!". Una nova inclusió en un film fou el 1993, Super Mario Bros Movie i el tema "Almost Unreal" inclòs al seu CD Rarities.
"Crash! Boom! Bang!" estava el quart àlbum d'estudi del duet, homònim, i com a senzill principal destacable "Sleeping in My Car". Al que va seguir una nova gira Crash! Boom! Bang World Tour 94-95! convertint-los en la primera banda occidental en tocar a la Xina. Don't Bore Us-Get to the Chorus: Roxette's Greatest Hits es convertia en el primer recopilatori de Roxette el 1995. La balada "You Don't Understand Me" estava el seu senzill, al qual va continuar dos més.

## Canvi d'estil

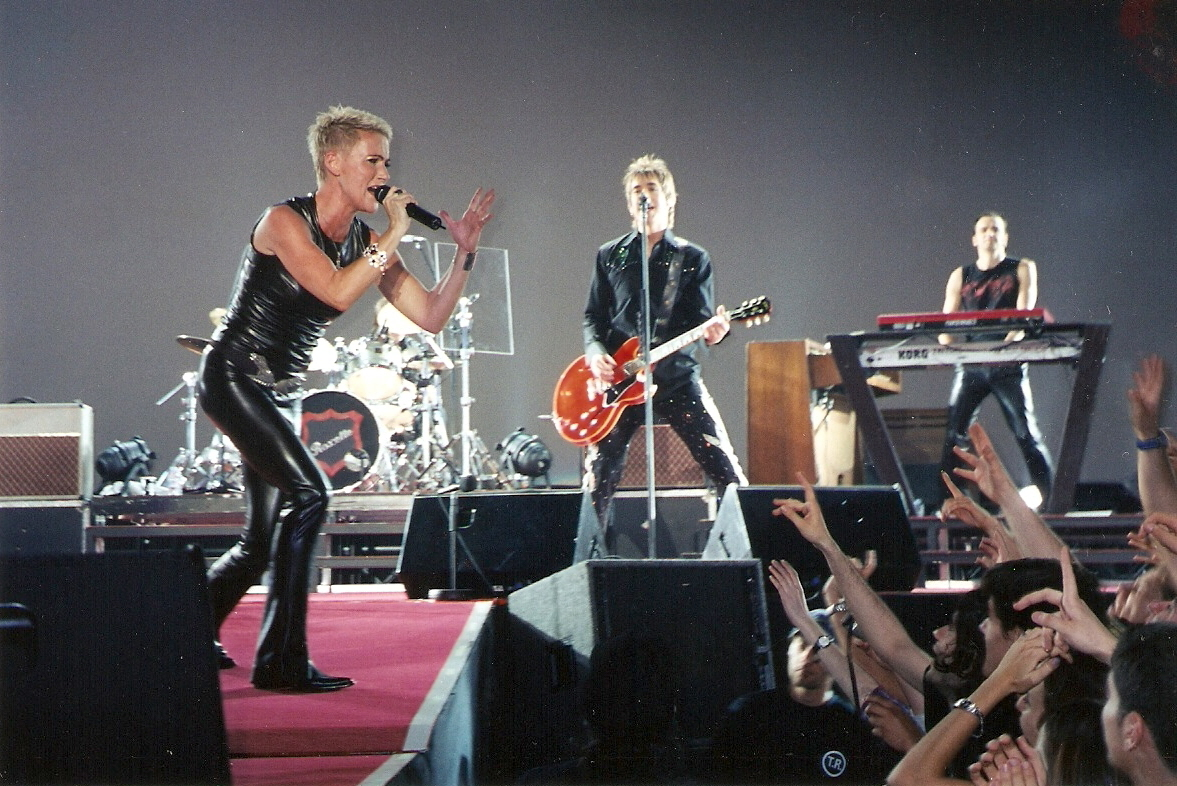
Roxette en un concert al Palau Sant Jordi de Barcelona el 2001.

A partir de llavors hi hauria un punt d'inflexió en la banda, amb una reducció da vendes i èxits menys significatius. Un nou treball Baladas en Español l'any 1996 ampliaria encara més el mercat hispànic amb versions en castellà de les seves balades més famoses. I el 1997 es reedita Pearls of Passion per als seus fans, ja que aquest no havia sortit pas de Suècia.
Un àlbum amb material totalment nou s'enregistraria un any després, el títol Have a Nice Day, portant tres nous singles: "Wish I Could Fly", "Anyone" i "Stars". El 2001 en farien un de nou Room Service, un esperat CD (amb tour corresponent) del qual sortirien els senzills: "The Centre of the Heart", "Real Sugar" i "Milk and Toast and Honey". Cap d'aquests àlbums arribarien al nivell dels predecessors.

## Hiatus i present
Després que Marie superés una greu malaltia, llancen al mercat tota una sèrie de recopilatoris. El 2002 The Ballad Hits, el 2003 The Pop Hits, ambdós amb dues cançons noves i el seu propi senzill. A Collection of Roxette Hits - Their 20 Greatest Songs! estaria un alter recopilatori de 19 clàssics de Roxette i una cançó de nova "One Wish", tot seguit de The Rox Box/Roxette '86-'06 que es tractava de 4 CD's i un DVD.
Fins ara no s'ha tingut més àlbums, encara que Per a la seva gira del nou àlbum en solitari va anunciar la creació d'un de nou, llest per 2010. El grup ha rebut nombrosos premis per tot arreu del món i ha obert una altra porta als artistes suecs, com ja va fer ABBA temps abans: The Cardigans, Ace of Base, Europe, etc.

## Discografia completa
- Pearls of Passion (1986)
- Look Sharp! (1988)
- Joyride (1991)
- Tourism (1992)
- Crash! Boom! Bang! (1994)
- Baladas en Español (1996)
- Have A Nice Day (1999)
- Room Service (2001)
- Charm School (2011)
- Travelling (2012)
- Good Karma (2016)

## Senzills
| - "Neverending Love" (1986) - "Goodbye to You" (1986) - "Soul Deep" (1986) - "It Must Have Been Love (Christmas for the Broken Hearted)" (1987) - "I Call You Name" (1988) - "Dressed for Success" (1988) - "Listen to Your Heart" (1988) - "Chances" (1988) - "The Look" (1989) - "Dangerous" (1989) - "It Must Have Been Love" (1990) - "Joyride" (1991) - "Fading Like Flower (Every Time You Leave)" (1991) - "The Big L" (1991) - "Spending My Time" (1991) - "Church of Your Heart" (1992) - "How Do You Do!" (1992) - "Queen of Rain" (1992) - "Fingertips '93" (1993) - "Almost Unreal" (1993) - "Sleeping in My Car" (1994) | - "Crash! Boom! Bang!" (1994) - "Fireworks" (1994) - "Run to You" (1994) - "Vulnerable" (1995) - "You Don't Understand Me" (1995) - "The Look '95" (1995) - "June Afternoon" (1996) - "She Doesn't Live Here Anymore" (1996) - "Un Día Sin Ti" (1996) - "No Sé Si Es Amor" (1997) - "Wish I Could Fly" (1999) - "Anyone" (1999) - "Stars" (1999) - "Salvation" (1999) - "The Centre of My Heart" (2001) - "Real Sugar" (2001) - "Milk and Toast and Honey" (2001) - "A Thing About You" (2002) - "Opportunity Nox" (2003) - "One Wish" (2006) - "Reveal" (2007) |

## DVDs
- Sweden Live (1989)
- Look Sharp Live (1989)
- The Videos (1991)
- Live-Ism (1992)
- Don't Bore Us, Get to the Chorus! – Roxette's Greatest Video Hits (1995)
- Crash! Boom! Live! (1996)
- All Videos Ever Made & More! (2001)
- Ballad & Pop Hits (2003)

## Gires
- ’’Rock runt riket Swedish Tour ‘’ (1987)
- ’’Look Sharp! Swedish Tour’’ (1988)
- ’’Look Sharp Live! European Tour ‘’ (1989)
- ’’Join The Joyride! World Tour’’ (1991/92)
- ’’The Summer Joyride – European Tour’’ (1992)
- ’’Crash! Boom! Bang! World Tour’’ (1994/95)
- ’’Room Service Tour’’ (2001)

## Artistes col·laboradors
- Clarence Öfwerman
- Helena Josefsson